# Затворник
Затворник је у хришћанској, посебно православној аскетици, лице које живи одвојено од света, посебно да би се посветио духовним сазрецањима. У ужем смислу, овај израз користи се за оне који су се заветовали на овакав начин живота. Затворници су често проводили године у малој просторији где им је дотурана храна. 

## Познати затворници
- Теофан Затворник
- Исакије Затворник